# Batalha de Smolensk (1941)

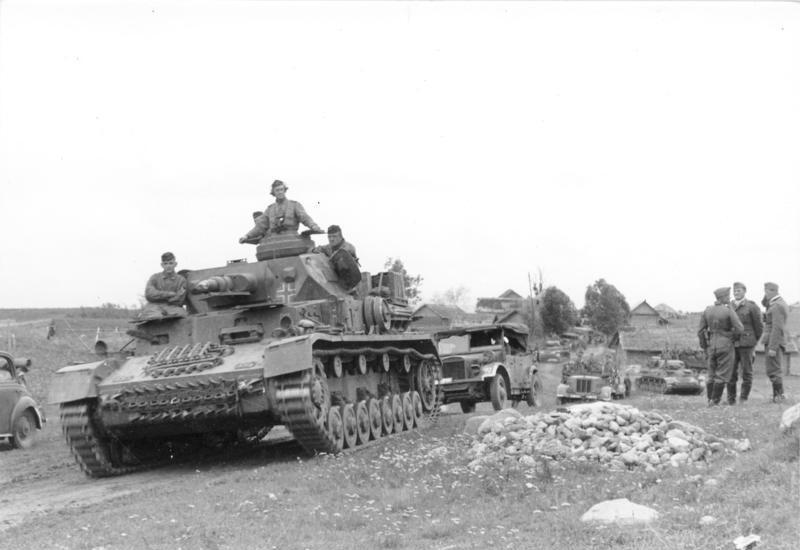
Uma coluna blindada alemã, encabeçada por um Panzer IV, perto da vila de Vitebsk, em julho de 1941.

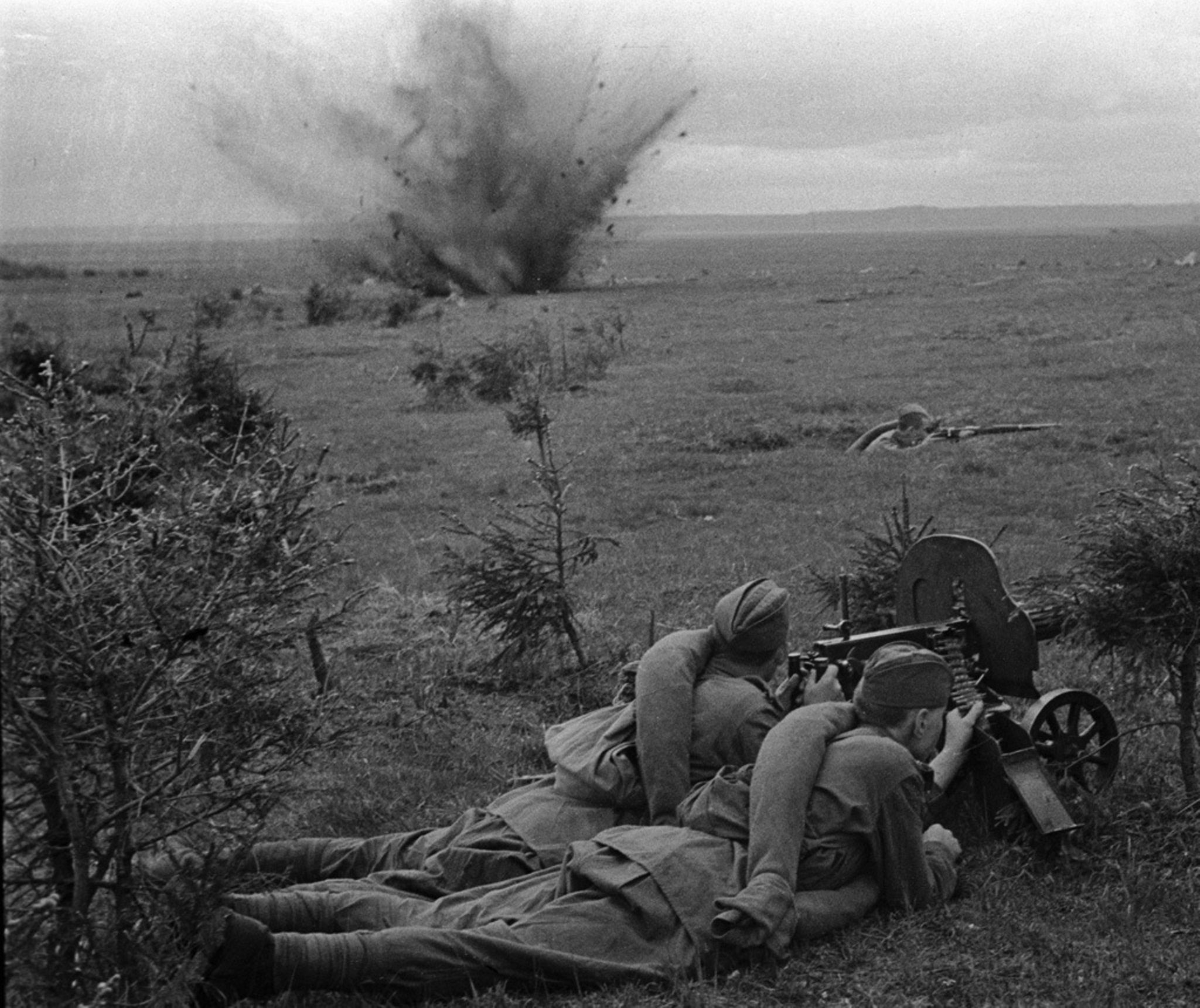
Soldados russos lutando a oeste de Dorogobuzh, em setembro de 1941.

A Batalha de Smolensk foi uma batalha na Frente Oriental da Segunda Guerra Mundial. Marcou o início da invasão da União Soviética pelo exército alemão, na investida militar denominada Operação Barbarossa
A tomada da região de Smolensk, localizada a cerca de 400 km de Moscovo configurou-se em um marco estratégico de suma importância para a investida nazista em direção a capital soviética, limitando as movimentações do Exército Vermelho ao longo do eixo leste-oeste da Bielorrússia e região nordeste da Ucrânia.
A batalha se estendeu de 10 de julho a 10 de setembro de 1941, deflagrando apenas 18 dias após o início da invasão da URSS. No entanto, a incredulidade dos generais soviéticos em relação à ofensiva nazista permitiu que as tropas alemãs, comandadas pelo general Fedor von Bock, avançassem, nesse curto período, cerca de 500 km dentro do território soviético, sem encontrar qualquer resistência.
A larga vantagem bélica dos alemães permitiu o cerco e a destruição do 16.º, 19.º e 20.º exércitos soviéticos, totalizando mais de 290 000 baixas. O 16.º exército foi totalmente destruído, havendo registro oficial de um único sobrevivente.